# Semriach
Semriach ist eine Marktgemeinde mit 3143 Einwohnern (Stand 1. Jänner 2025) an der Nordseite des Schöckls im Bezirk Graz-Umgebung in der Steiermark.

## Geografie

### Geografische Lage
Semriach liegt ca. 25 km nördlich der Landeshauptstadt Graz auf einem Hochplateau, dem Semriacher Becken im Grazer Bergland in der Oststeiermark. Im Gemeindegebiet befinden sich mit Schöckl (1445 m), Niederschöckl (1340 m), Hochtrötsch (1239 m), Fragnerberg (1109 m), Windhofkogel (1064 m), Rinnweberkogel (1041 m) und Rechbergkogel (1021 m) sieben Berge über 1000 m Höhe.

### Ausdehnung des Gemeindegebiets
Semriach ist eine der größten Gemeinden im Bezirk Graz-Umgebung. Sie reicht vom Rechberg im Norden bis zum Schöckl im Süden über 9 km sowie vom Tanneben im Westen bis zur Bezirksgrenze zum Bezirk Weiz im Osten über 7 km.

### Gemeindegliederung
Das Gemeindegebiet umfasst folgende sieben Ortschaften (in Klammern Einwohnerzahl Stand 1. Jänner 2025):
- Markterviertl (185) samt Bach, Hub, Kogel, Mitteregg und Taschen
- Präbichl (144) samt Augraben und Hitzendorf
- Rechberg (276) samt  Graben, Kampegg, Karner, Rechbergdorf, Schitterdorf und Waxenegg
- Schönegg (471) samt Anger, Boden, Dreihöfen, Greith, Hollegg, Kogel, Mitterdorf am Trötsch, Pöllau und Trötsch
- Semriach (1270) samt Bach, Haaranger, Hitzendorf, Lur, Meierhöfen, Neudorf und Reitzengraben
- Thoneben (351) samt Hiening, Jostensiedlung, Rötschgraben und Schachen
- Windhof (446) samt Glett, Hochstraße, Oberrötschbach, Oberwindhof, Schöckl, Ulrichsbrunn und Unterwindhof

Die Gemeinde besteht aus den Katastralgemeinden Markterviertl, Rechberg, Schönegg, Semriach und Windhof.

### Nachbargemeinden
| Frohnleiten | Frohnleiten                                 | Fladnitz an der Teichalm (WZ) |
| Peggau      | Kompassrose, die auf Nachbargemeinden zeigt | Passail (WZ)                  |
| Gratkorn    | Stattegg                                    | Sankt Radegund bei Graz       |

## Geschichte
Steinbeile und Topfscherben aus der Badl- bzw. Repolusthöhle sind die ältesten Nachweise menschlicher Besiedelung in der Steiermark und wurden in die Jüngere Steinzeit und Hallstattzeit datiert.
Auch die Römerzeit hinterließ Zeugnisse in größerer Zahl. Besonders zu erwähnen ist das 1962 entdeckte römische Hügelgrab am Krienzerkogel, aber auch an der Südwand der Pfarrkirche sind römische Inschriften-Steine zu sehen.
Von der darauf folgenden Völkerwanderungszeit legen nur mehr einige slawische Namen Zeugnis ab.
Um das Jahr 1050 entstand an der Stelle der heutigen Pfarrkirche ein romanischer Vorgängerbau. 1505 bis 1543 wurde diese Kirche durch eine spätgotische Hallenkirche mit einer Länge von 44,2 Metern ersetzt.
Die erste urkundliche Erwähnung des Marktes stammt aus dem Jahre 1320. Die Gründung des Marktes ist auf den mittelalterlichen Silberbergbau zurückzuführen, bei dem silberhaltiges Blei gefördert wurde. Nach dem Niedergang des Bergbaues versank der Ort zu einem rein landwirtschaftlichen Gemeinwesen. Vom Fernhandel wurde er nur bei einer Unpassierbarkeit des Murtales berührt.

### Bevölkerungsentwicklung
| Semriach: Einwohnerzahlen von 1869 bis 2024         | Semriach: Einwohnerzahlen von 1869 bis 2024 | Semriach: Einwohnerzahlen von 1869 bis 2024 | Semriach: Einwohnerzahlen von 1869 bis 2024 | Semriach: Einwohnerzahlen von 1869 bis 2024 |
| --------------------------------------------------- | ------------------------------------------- | ------------------------------------------- | ------------------------------------------- | ------------------------------------------- |
| Jahr                                                |                                             |                                             |                                             | Einwohner                                   |
| 1869                                                | 1869                                        |                                             | 2.822                                       | 2.822                                       |
| 1880                                                | 1880                                        |                                             | 2.961                                       | 2.961                                       |
| 1890                                                | 1890                                        |                                             | 3.018                                       | 3.018                                       |
| 1900                                                | 1900                                        |                                             | 3.022                                       | 3.022                                       |
| 1910                                                | 1910                                        |                                             | 2.993                                       | 2.993                                       |
| 1923                                                | 1923                                        |                                             | 2.924                                       | 2.924                                       |
| 1934                                                | 1934                                        |                                             | 3.069                                       | 3.069                                       |
| 1939                                                | 1939                                        |                                             | 2.867                                       | 2.867                                       |
| 1951                                                | 1951                                        |                                             | 2.873                                       | 2.873                                       |
| 1961                                                | 1961                                        |                                             | 2.615                                       | 2.615                                       |
| 1971                                                | 1971                                        |                                             | 2.680                                       | 2.680                                       |
| 1981                                                | 1981                                        |                                             | 2.676                                       | 2.676                                       |
| 1991                                                | 1991                                        |                                             | 2.876                                       | 2.876                                       |
| 2001                                                | 2001                                        |                                             | 3.163                                       | 3.163                                       |
| 2011                                                | 2011                                        |                                             | 3.256                                       | 3.256                                       |
| 2021                                                | 2021                                        |                                             | 3.275                                       | 3.275                                       |
| 2024                                                | 2024                                        |                                             | 3.202                                       | 3.202                                       |
| Quelle(n): Statistik Austria, Gebietsstand 1.1.2021 |                                             |                                             |                                             |                                             |

## Kultur und Sehenswürdigkeiten

### Museen
- Die Kunsthalle K2 wurde vom Semriacher Künstler Christian Eisenberger errichtet. In regelmäßigen Abständen gibt es hier Ausstellungen.
- Im neuen Feuerwehrhaus wurde ein Feuerwehr-Museum eingerichtet, das zahlreiche Gerätschaften der Freiwilligen Feuerwehr Semriach seit 1891 zeigt.

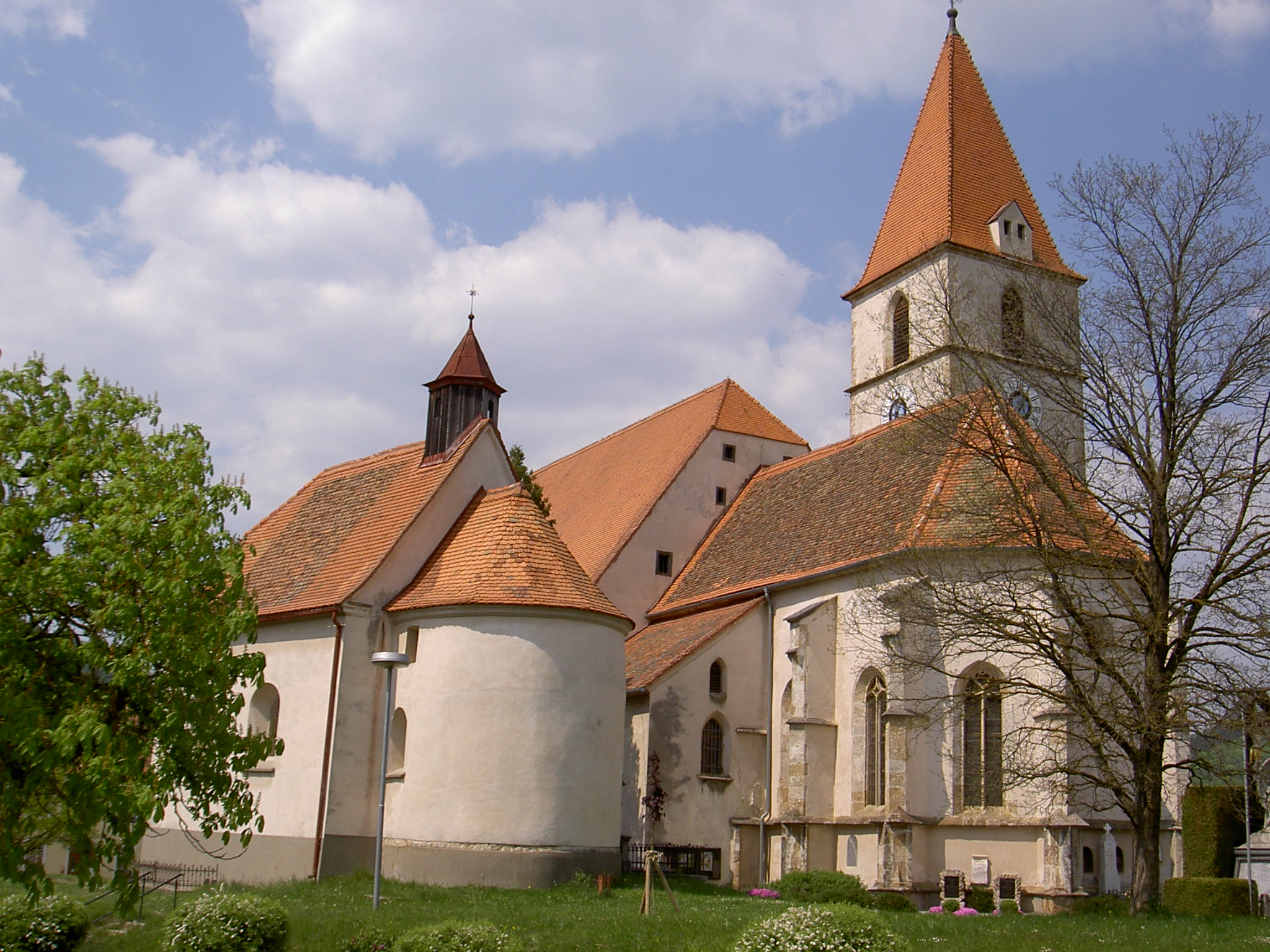
Pfarrkirche von Semriach

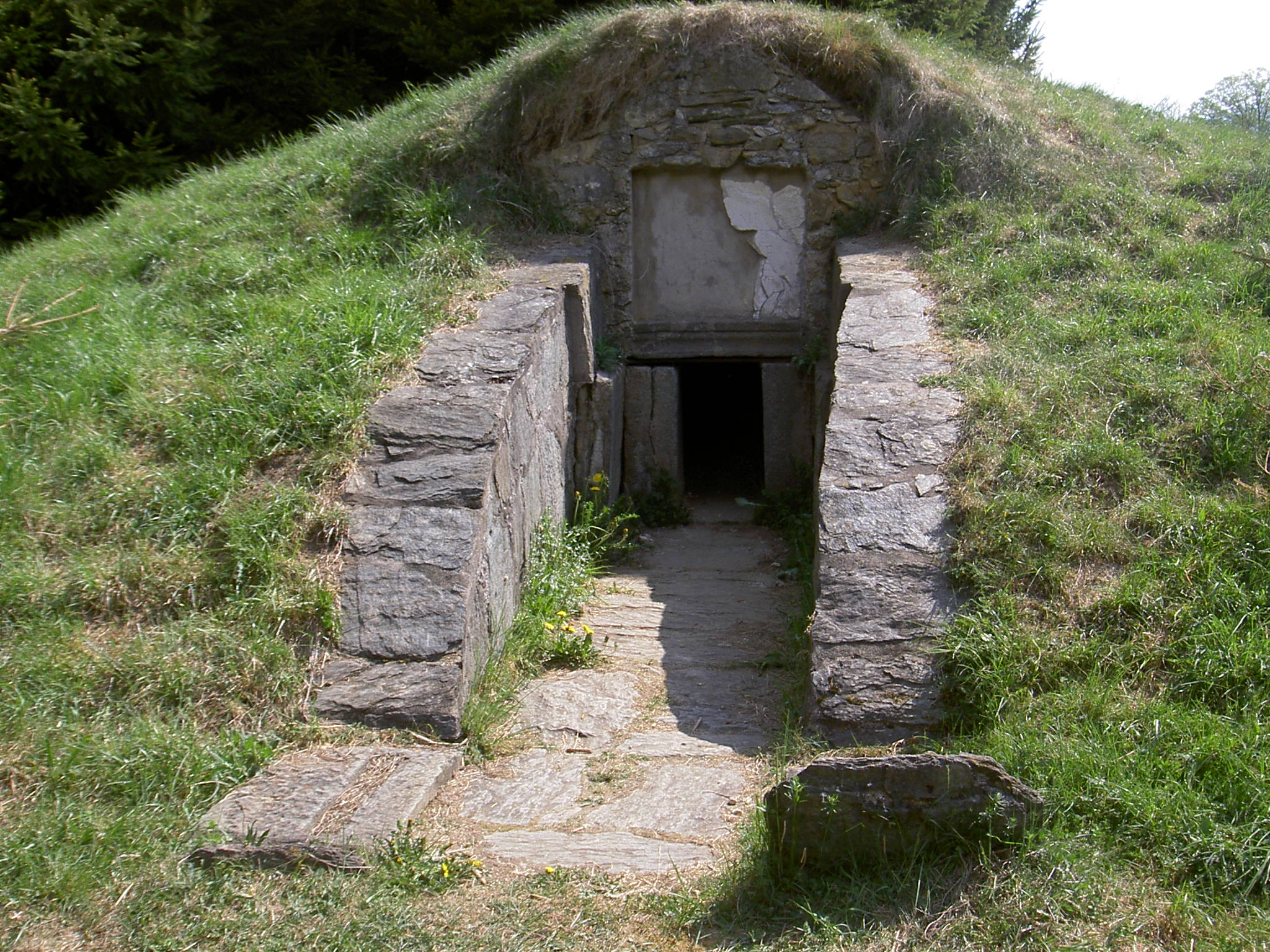
Römergrab

### Bauwerke
- Die Pfarrkirche Semriach wurde von 1505 bis 1515 errichtet. Sie befindet sich an der gleichen Stelle wie der um 1100 erbaute romanische Vorgängerbau, der Ende des 15. Jahrhunderts abgetragen worden ist. Die Kirche ist im Barockstil angelegt und wurde zuletzt 1987 renoviert. Der barocke Altar musste 1896 durch einen neugotischen Hochaltar ersetzt werden
- Am Krienzerkogel kann man ein 1962 freigelegtes, römerzeitliches Hügelgrab besichtigen. Es ist das einzige erhaltene Römergrab Österreichs.
- Auf dem sog. Hausberg südwestlich der Kesselfallklamm befinden sich die spärlichen Reste der Burg Luginsland, auch Ruine Luegg genannt. Die Burg war im Mittelalter Besitz der Grafen von Pfannberg.

### Naturdenkmäler
- Lurgrotte, größte Tropfsteinhöhle Österreichs mit dem größten freihängenden Tropfstein der Welt.
- Kesselfallklamm: Durch die Klamm führen Brücken, Leitern und Stege zu den zahlreichen Wasserfällen. Neben der Klamm existiert ein Durchbruch, der aufgrund seiner Form Steintor genannt wird.

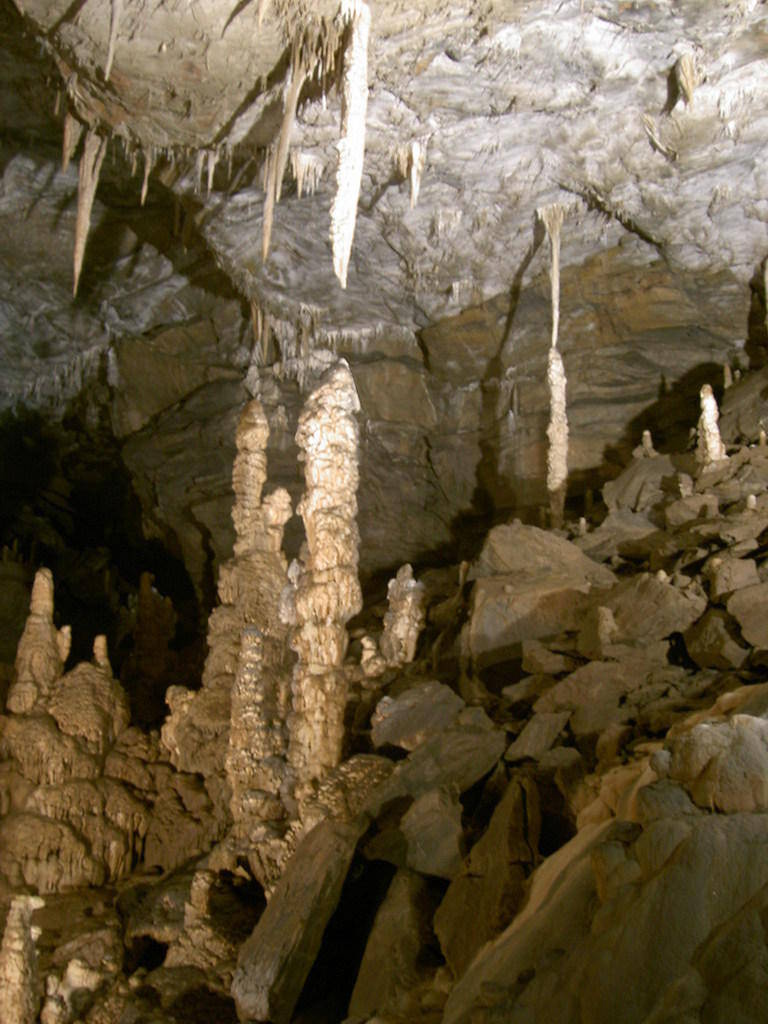
Lurgrotte
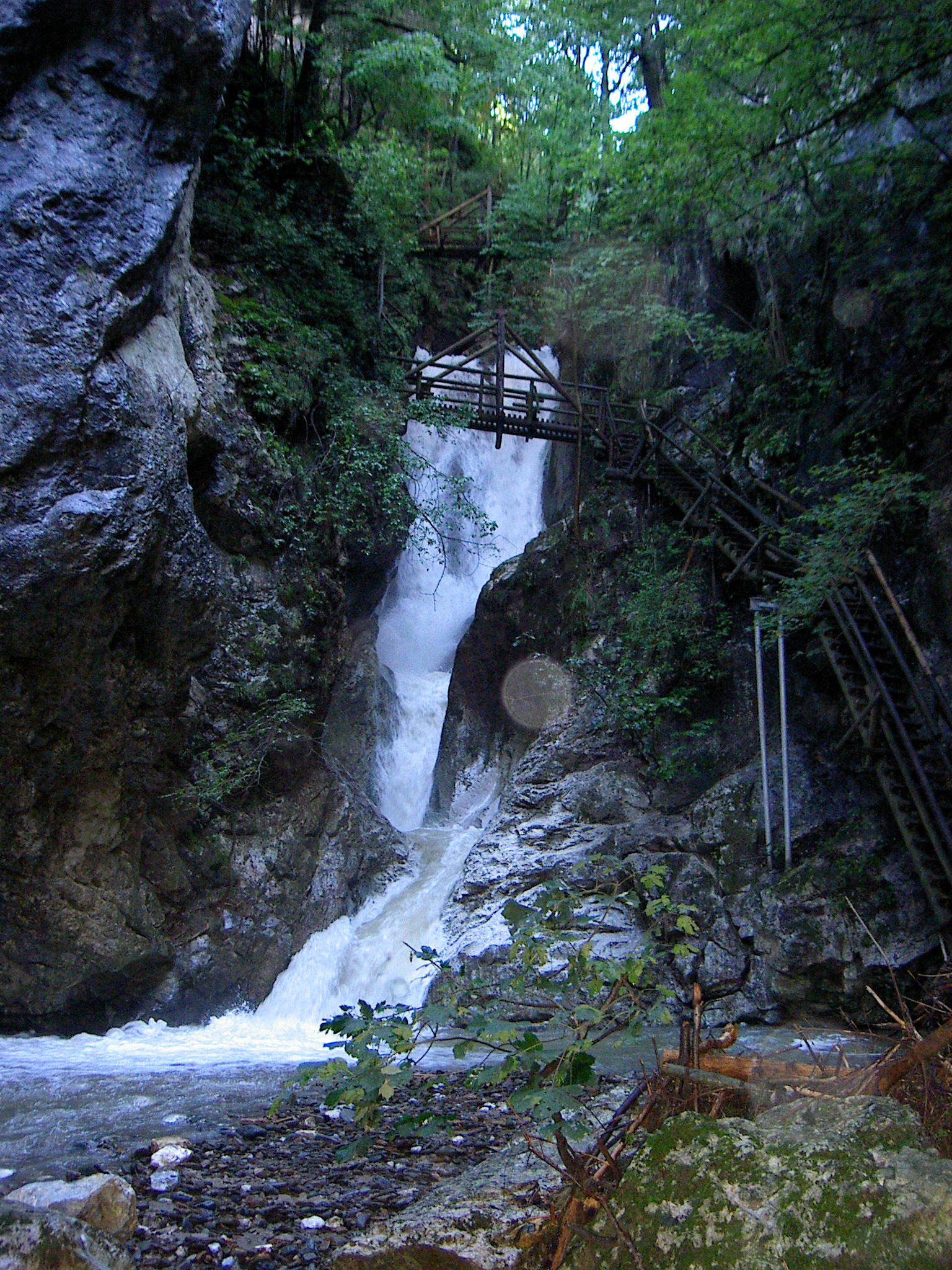
Kesselfall von unten
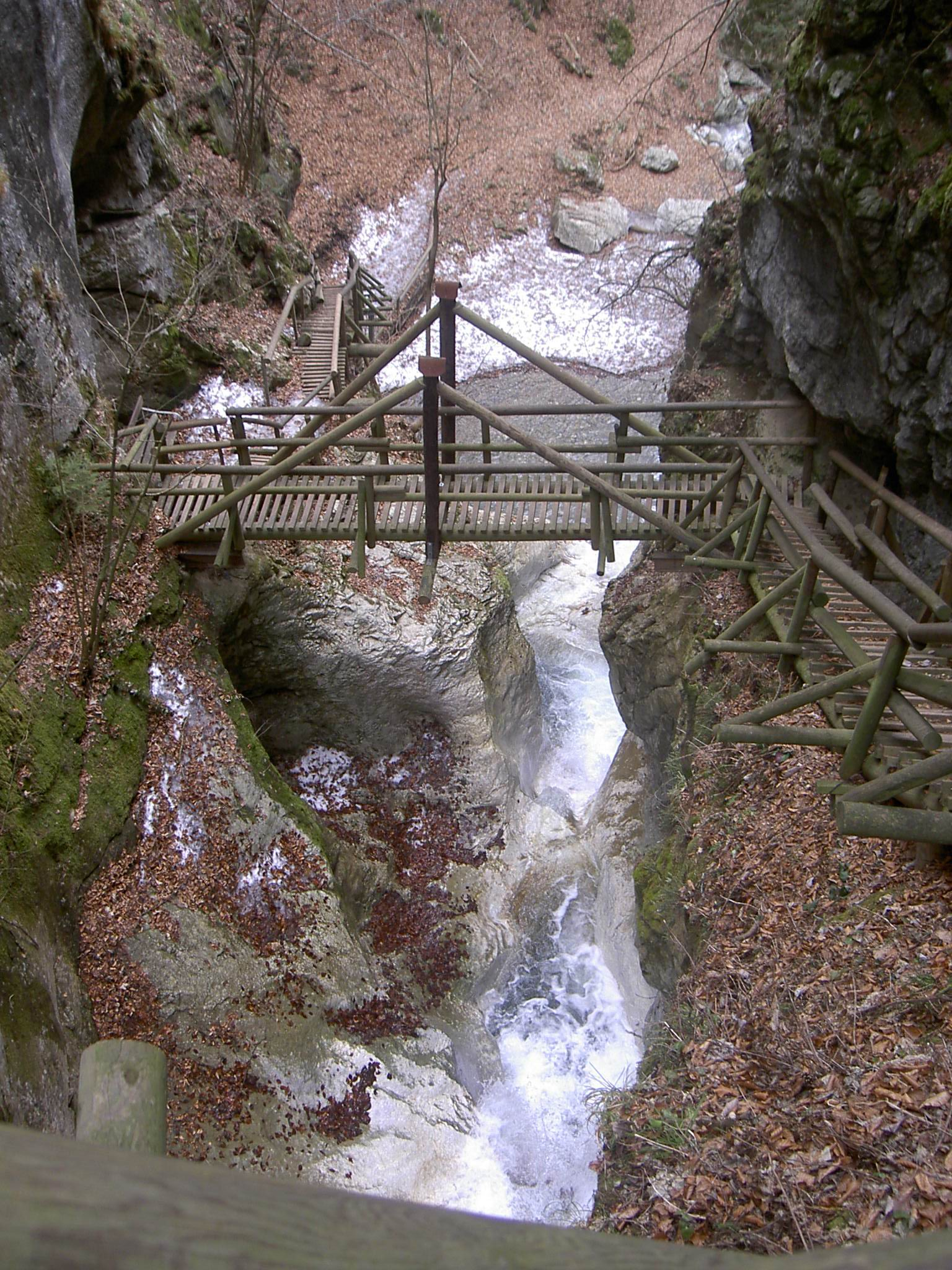
Wasserfall von oben

### Sport
Die Gegend um Semriach bietet zahlreiche Sportmöglichkeiten in der Natur: Wandern, Nordic Walking, Reiten, Bogenschießen in freier Natur.

## Wirtschaft und Infrastruktur

### Wirtschaftssektoren
Von den 235 landwirtschaftlichen Betrieben des Jahres 2010 wurden 95 im Haupterwerb geführt. Diese bewirtschafteten 58 Prozent der Flächen. Im Produktionssektor arbeiteten 103 Erwerbstätige in der Bauwirtschaft und 88 im Bereich Herstellung von Waren. Die wichtigsten Arbeitgeber des Dienstleistungssektors waren die Bereiche soziale und öffentliche Dienste (115), Handel (87), Beherbergung und Gastronomie (84) und Verkehr (74 Mitarbeiter).
| Wirtschaftssektor            | Anzahl Betriebe | Anzahl Betriebe | Anzahl Betriebe | Erwerbstätige | Erwerbstätige | Erwerbstätige |
| Wirtschaftssektor            | 2021            | 2011            | 2001            | 2021          | 2011          | 2001          |
| ---------------------------- | --------------- | --------------- | --------------- | ------------- | ------------- | ------------- |
| Land- und Forstwirtschaft 1) | 136             | 235             | 279             | 191           | 192           | 158           |
| Produktion                   | 43              | 32              | 23              | 272           | 191           | 171           |
| Dienstleistung               | 160             | 141             | 73              | 479           | 405           | 354           |

1) Betriebe mit Fläche in den Jahren 2010 und 1999, Arbeitsstätten im Jahr 2021

### Verkehr
Semriach liegt abseits der Hauptverkehrsstraßen, allerdings hat der Verkehr durch Semriach als Alternativroute zum Rechberg-Pass zugenommen. Die Pyhrn Autobahn (A9) ist ca. 10 km entfernt und über den Knoten Deutschfeistritz-Peggau (165) zu erreichen. Die Rechberg Straße (B 64) von Frohnleiten nach Weiz führt durch das nördliche Gemeindegebiet und ist vom Gemeindezentrum ca. 7 km entfernt.
In Semriach befindet sich kein Bahnhof. Der nächstgelegene Bahnhof ist Stübing an der Südbahn; er bietet stündliche Regionalzug-Verbindungen nach Graz und Bruck an der Mur. Die Buslinie 140 fährt täglich sechs Mal (an Sonn- und Feiertagen drei Mal) von Graz über Gratkorn nach Semriach.
Der Flughafen Graz ist ca. 40 km entfernt.

### Öffentliche Einrichtungen
- In Semriach befindet sich eine Einsatzstelle der Bergwacht.
- Der Einsatzbereich der Freiwilligen Feuerwehr Semriach und des Löschzuges Rechberg umfasst das gesamte Gemeindegebiet sowie die umliegenden Ortschaften.

## Politik

### Bürgermeister
Bürgermeister ist Gottfried Rieger.

### Gemeinderat
Der Gemeinderat besteht aus 21 Mitgliedern und setzt sich seit der Gemeinderatswahl 2025 aus Mandaten der folgenden Parteien zusammen:
- 14 ÖVP,
- 06 FPÖ und
- 01 SPÖ.

Die letzten Gemeinderatswahlen brachten die folgenden Ergebnisse:
| Partei          | 2025             | 2025             | 2025             | 2020             | 2020             | 2020             | 2015             | 2015             | 2015             | 2010             | 2010             | 2010             |
| Partei          | Stimmen          | %                | Mandate          | Sti.             | %                | M.               | Sti.             | %                | M.               | Sti.             | %                | M.               |
| --------------- | ---------------- | ---------------- | ---------------- | ---------------- | ---------------- | ---------------- | ---------------- | ---------------- | ---------------- | ---------------- | ---------------- | ---------------- |
| ÖVP             | 1301             | 52               | 14               | 1229             | 68               | 16               | 1222             | 61               | 13               | 1229             | 58               | 13               |
| SPÖ             | 124              | 6                | 1                | 225              | 12               | 2                | 0308             | 15               | 03               | 0512             | 24               | 05               |
| FPÖ             | 613              | 29               | 6                | 297              | 16               | 3                | 0475             | 24               | 05               | 0278             | 13               | 03               |
| NEOS            | 45               | 2                | 0                | nicht kandidiert | nicht kandidiert | nicht kandidiert | nicht kandidiert | nicht kandidiert | nicht kandidiert | nicht kandidiert | nicht kandidiert | nicht kandidiert |
| BZÖ             | nicht kandidiert | nicht kandidiert | nicht kandidiert | nicht kandidiert | nicht kandidiert | nicht kandidiert | nicht kandidiert | nicht kandidiert | nicht kandidiert | 0090             | 04               | 0                |
| Wahlbeteiligung |                  |                  |                  | 69 %             | 69 %             | 69 %             | 76 %             | 76 %             | 76 %             | 81 %             | 81 %             | 81 %             |

### Wappen
Das Wappen von Semriach stellt einen in zwei Hälften gespaltenen Schild dar. In der linken (heraldisch: rechten) Schildhälfte ragt auf rotem Hintergrund aus der Mittelkuppe eines grünen Dreiberges ein nach rechts gewendeter, an der Brust von einem silberfarbenen Pfeil getroffener Hirsch empor. Die andere Schildhälfte zeigt auf blauem Hintergrund einen auf einem grünen Berg aus silberfarbenen Quadern erbauten, oben von drei nebeneinander gestellten Fenstern, unten von einem durch zwei Schussöffnungen beseiteten Tor mit halbaufgezogenem goldenem Fallgitter durchbrochenen Rundturm mit rotem, golden beknauftem Dach.
Der verwundete Hirsch im linken Feld nimmt auf die Legende des heiligen Ägidius, des Kirchenpatrons von Semriach, Bezug. Der silberne Wehrturm steht für die einstigen Burgen Luginsland und Forchtenberg sowie für den ehemaligen Silberbergbau in Semriach.

## Persönlichkeiten

### Ehrenbürger
- 1972: Emmy Hiesleitner-Singer (1884–1980), Graphikerin und Malerin
- 1975: Franz Wegart (1918–2009), steirischer Landespolitiker, unter anderem Landeshauptmann-Stellvertreter und Landtagspräsident
- 2015: Jakob Taibinger (* 1945), Bürgermeister von 1990–2015

### Söhne und Töchter der Gemeinde
- Christian Eisenberger (* 1978), Künstler, lebt und arbeitet in Wien[12]
- Marlena Martinelli (* 1979), Schlagersängerin[13]
- Hans Rinner (1963–2018), Unternehmer und Ex-Präsident von Sturm Graz
- Josef Trattner (* 1955), Künstler und Mitglied der Wiener Secession; lebt und arbeitet in Wien
- Martin Wabl (* 1945), Politiker und Jurist

### Personen in Verbindung mit Semriach
- Aramis (1950–2010), eigentlich Hans Peter Sagmüller, Künstler und Autor; lebte in Semriach
- Hans Gsellmann (* 1929; † 4. Juli 2011), steirische Legende des Bergsteigens, Skifahrens und Fotografierens; lebte in Semriach[14]
- Johann Karlon, Künstler und Mitglied der Künstlerfamilie Carlone; lebte in Semriach
- Franz Parz, Instrumentenbauer der Steirischen Harmonika; lebt in Semriach
- Martina Schenk (* 1972), 2008 bis 2013 Abgeordnete zum österreichischen Nationalrat für das BZÖ, wechselte 2013 zum Team Stronach, seit 2017 FLÖ